# Harry van der Molen
Harry van der Molen (Kootstertille, 22 april 1980) is een Nederlands bestuurder en voormalig politicus. Hij vervulde diverse staf- en bestuursfuncties en was actief in de politiek van Leeuwarden. Vanaf de verkiezingen van 2017 was hij twee termijnen lid van de Tweede Kamer der Staten-Generaal namens het Christen-Democratisch Appèl (CDA). Rondom de verkiezingen van 2021 en de maanden daarna was hij ziek en moest hij zich laten vervangen. Op 22 december 2022 trok hij zich terug uit de Kamer en in 2023 nam hij een bestuursfunctie aan.

## Biografie
Van der Molen groeide op aan de rand van Damwoude in een gezin met zijn vader, moeder en zusje. Zijn vader was autospuiter en plaatbewerker van beroep en zijn moeder zorgde voor het gezin. Het gezin was lid van de Christelijke Gereformeerde Kerk. In Damwoude ging hij naar de basisschool en de mavo, waar hij zijn latere vrouw ontmoette. Tijdens de Tweede Kamerverkiezingen van 1989 voerde hij op de basisschool campagne voor Ruud Lubbers.
Van der Molen volgde van 1996 tot 1999 een mbo-opleiding bedrijfscommunicatie en public relations aan de ROC Friese Poort in Leeuwarden. Van 1999 tot 2003 volgde hij een hbo-opleiding communicatiemanagement aan de NHL Hogeschool, waar hij een Bachelor of Communication behaalde. De studie communicatie- en informatiewetenschappen, die hij van 2004 tot 2006 volgde aan de Rijksuniversiteit Groningen, heeft hij niet afgerond.
Van der Molen was van 2005 tot 2006 stafmedewerker communicatie bij Tjallinga Hiem (jeugdzorg). Van 2008 tot 2013 was hij directiebeleidsmedewerker ouderorganisatie bij OUDERS & COO. Van 2013 tot 2014 was hij hoofd marketing en communicatie bij de ROC Friese Poort. Van 2006 tot 2009 was hij landelijk voorzitter van het Christen Democratisch Jongeren Appèl (CDJA), de jongerenorganisatie gelieerd aan het Christen-Democratisch Appèl (CDA), en lid van het partijbestuur van het CDA.
Van der Molen was namens het CDA van 2006 tot 2014 gemeenteraadslid in Leeuwarden, vanaf 2010 als fractievoorzitter. Van 2014 tot 2017 was hij namens het CDA wethouder van wijken en dorpen, armoedebeleid, jeugdwerkloosheid, openbare ruimte, publieke dienstverlening en bedrijfsvoering in Leeuwarden.
Voor de Tweede Kamerverkiezingen van 15 maart 2017 was hij kandidaat nummer 8 en behaalde 8.636 stemmen. In de Tweede Kamer is Van der Molen woordvoerder Binnenlandse zaken, Hoger Onderwijs, wetenschapsbeleid en media. Op 5 april 2017 hield hij zijn maidenspeech over een initiatiefwetsvoorstel tegen de doorgeschoten toetscultuur in het Nederlandse onderwijs.
Vanaf half maart 2021 was hij sinds het laatste campagneweekeinde voorafgaand aan de verkiezingen op doktersadvies thuis. Van 29 april 2021 tot en met 16 augustus 2021 was Van der Molen op ziekteverlof vanwege overspannenheid. Dit werd na het zomerreces op 7 september verlengd tot 28 december 2021. Een jaar later kondigde hij zijn afscheid van de Tweede Kamer aan. Hij gaf aan zich nog steeds gezond te zijn, maar opnieuw overspannenheid willen voorkomen door een rustigere baan te nemen. Op 22 december 2022 nam hij afscheid van de Tweede Kamer. Op 17 januari 2023 nam partijgenoot Evert Jan Slootweg zijn plek in in de Tweede Kamer.
Per 1 februari 2023 trad Van der Molen aan als directeur Marketing, Communicatie & Public Affairs bij Firda. Hierin fuseren in de loop van 2023 ROC Friese Poort en Friesland College.

## Persoonlijk
Van der Molen heeft samen met zijn vrouw een dochter en een zoon. Hij is lid van de Christelijke Gereformeerde Kerk in zijn woonplaats Leeuwarden.
- Parlement.com: vk7ojoycwhxx